# Bellamya hilmandensis
Bellamya hilmandensis is een slakkensoort uit de familie van de Viviparidae. De wetenschappelijke naam van de soort is voor het eerst geldig gepubliceerd in 1909 door Kobelt.